# Natsuki Mugikura
Natsuki Mugikura (麦倉 捺木 Mugikura Natsuki?, nacido el 22 de mayo de 1996 en Tokio) es un futbolista japonés que se desempeña como defensa.

## Trayectoria

### Clubes
| Club             | País  | Año         |
| ---------------- | ----- | ----------- |
| Mito HollyHock   | Japón | 2015 - 2016 |
| J. League sub-22 | Japón | 2015        |
| SC Sagamihara    | Japón | 2017 -      |

## Estadística de carrera

### J. League
| Club             | Año   | J. League | J. League | Copa J. League | Copa J. League | Total | Total |
| Club             | Año   | Part.     | Goles     | Part.          | Goles          | Part. | Goles |
| ---------------- | ----- | --------- | --------- | -------------- | -------------- | ----- | ----- |
| Mito HollyHock   | 2015  | 0         | 0         | -              | -              | 0     | 0     |
| Mito HollyHock   | 2016  | 0         | 0         | -              | -              | 0     | 0     |
| J. League sub-22 | 2015  | 5         | 0         | -              | -              | 5     | 0     |
| SC Sagamihara    | 2017  | 13        | 0         | -              | -              | 13    | 0     |
| Total            | Total | 18        | 0         | 0              | 0              | 18    | 0     |